# Geophis petersii
Geophis petersii (земляна змія Петерса) — вид змій родини полозових (Colubridae). Ендемік Мексики. Вид названий на честь німецького натураліста Вільгельма Петерса.

## Поширення і екологія
Земляні змії Петерса мешкають в горах Трансмексиканського вулканічного поясу, в штатах Мічоакан, Халіско, Герреро, Гуанахуато і Мехіко. Вони живуть в первинних гірських сосново-дубових лісах, на висоті від 1800 до 2000 м над рівнем моря.